# Nikokles (Salamis)

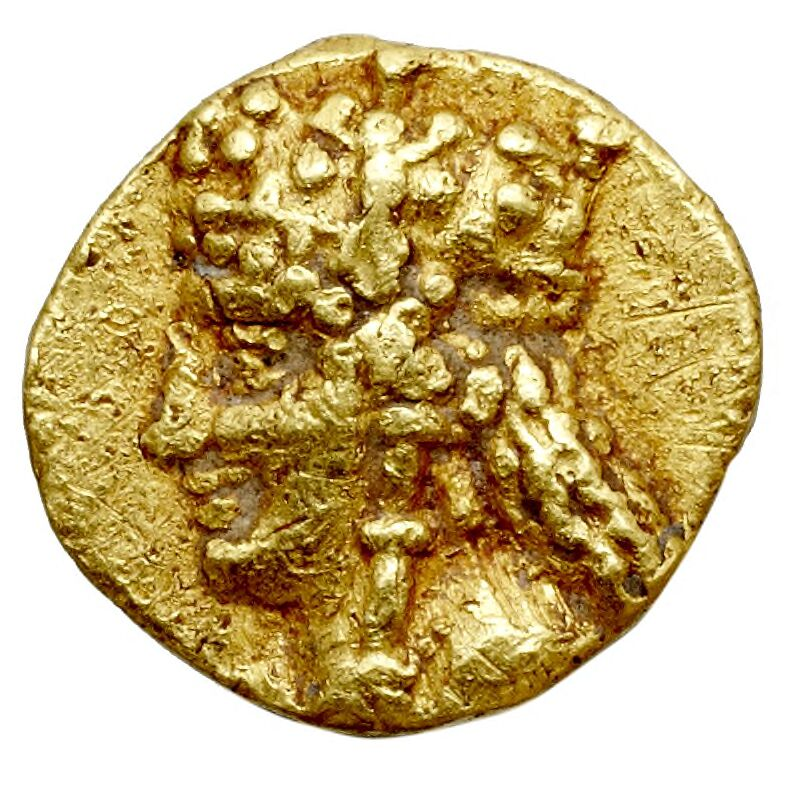
1/12 Stater des Nikokles; Büste der Kalathos, Ohrringe und Kette tragenden Aphrodite nach links; Paris, Cabinet des Médailles (FRBNF41741282)

Nikokles (altgriechisch Νικοκλῆς Nikoklḗs; † wohl zwischen 362 und 358 v. Chr.) war seit 374/373 v. Chr. König des antiken Stadtstaates Salamis auf Zypern.
Als Nachfolger seines Vaters Euagoras I. setzte Nikokles dessen philhellenische Politik fort; dennoch fanden sich bei ihm bereits Ansätze hellenistischer Herrschafts- und Lebensformen. Für die Polis-Griechen jedoch schien er „orientalisch entartet“ zu sein, weswegen Isokrates ihm drei erzieherische Reden widmete.
Nikokles starb wohl zusammen mit dem phönizischen König Straton von Sidon während des Satrapenaufstandes (362 bis 359/358 v. Chr.); als Herrscher über Salamis folgte ihm sein mutmaßlicher Sohn Euagoras II.